# Hedtjärnen (Filipstads socken, Värmland)
Hedtjärnen är en sjö i Filipstads kommun i Värmland och ingår i Göta älvs huvudavrinningsområde.